# NORLA
NORLA – niekomercyjne biuro informacyjne, którego celem jest rozpowszechnianie wiedzy i promowanie norweskich książek i autorów za granicą, finansowane przez państwo norweskie za pośrednictwem Ministerstwa Kultury i Ministerstwa Spraw Zagranicznych.

## Historia
Biuro powstało w 1978 roku i jego zadaniem jest pośredniczenie w sprzedaży praw do tłumaczenia norweskich książek  za granicą. W 2003 roku została połączona z MUNIN (ang. Marketing Unit for Norwegian International Nonfiction), który zajmował się promocją norweskiej literatury fachowej. Po połączeniu NORLA promuje zarówno literaturę piękną, jak i fachową. 
Nazwa NORLA to skrót z angielskiego Norwegian Literature Abroad (tłum. Norweska Literatura za Granicą). W 2009 roku NORLA przeniosła się do nowej siedziby w gmachu Biblioteki Narodowej przy Observatoriegaten 1B w Oslo.

## Działania
NORLA pomaga norweskim autorom i wydawcom nawiązywać kontakty z zagranicznymi wydawcami, tłumaczami, instytucjami edukacyjnymi i innymi osobami zainteresowanymi literaturą norweską. Publikuje informacje o norweskich książkach, uczestniczy w targach książki za granicą, organizuje seminaria tłumaczeniowe i wspiera finansowo tłumaczenia z norweskiego.

### Książki z Norwegii
W 2017 roku powstała strona Książki z Norwegii, której celem jest informowanie o norweskich książkach wydanych w różnych językach na świecie. Strona prezentuje książki wydane w języku angielskim i niemieckim (z lat 2018/19). Można znaleźć tu informacje o książkach tłumaczonych na poszczególne język, przeglądając spis publikowany obok nazwisk tłumaczy. Dodatkowo podane są informacje który kraj i wydawnictwo zakupiło prawa autorskie do tłumaczenia tekstu.

## Norla's Translators Award
Nagroda przyznawana jest od maja 2007 roku zamiennie dla tłumaczy norweskiej literatury faktu i literatury pięknej na języki obce. Wynosi 20 000 koron norweskich. W ramach nagrody zwycięzca może spędzić do trzech tygodni w Domu Literatury w Oslo. 
Zwycięzcy tłumacze: 
- 2007 – John Irons – tłumaczenie na angielski (literatura faktu)
- 2007 – Olga Drobot – tłumaczenie na rosyjski (literatura piękna)
- 2008 – Jelena Ratsjinskaja – tłumaczenie na rosyjski (literatura faktu)
- 2009 – Cristina Gómez Baggethun – tłumaczenie na hiszpański (literatura piękna)
- 2010 – Loup-Maëlle Besançon – tłumaczenie na francuski (literatura faktu)
- 2011 – Céline Romand-Monnier – tłumaczenie na francuski (literatura piękna)
- 2012 – Hwasue S. Warberg – tłumaczenie na koreański (literatura faktu)
- 2013 – Dana Caspi – tłumaczenie na hebrajski (literatura piękna)
- 2014 – Diane Oatley – tłumaczenie na angielski (literatura faktu)
- 2015 – Ewa Dimitrowa Kanewa – tłumaczenie na bułgarski (literatura piękna)
- 2016 – Nargis Shinkarenko – tłumaczenie na rosyjski (literatura faktu)
- 2017 – Maike Dörries – tłumaczenie na niemiecki (literatura piękna)
- 2018 – Frank Zuber – tłumaczenie na niemiecki (literatura faktu)